# Vitalij Vitalijevics Komogorov
Vitalij Vitalijevics Komogorov (oroszul: Комогоров Виталий Витальевич; Volgográd, 1991. augusztus 28. –) orosz válogatott kézilabdázó, a Dobrogea Sud Constanța játékosa.

## Pályafutása

### Klubcsapatokban
Pályafutását szülővárosának csapatában, a Kausztyik Volgográdban kezdte, ahol 2015-ig kézilabdázott. 2015. március 6-án kétéves szerződést írt alá a francia HBC Nantes csapatával, akikkel 2016-ban EHF-kupa-döntőt játszott és veszített a német Frisch Auf Göppingen ellenében. Egy szezont töltött Franciaországban, majd Romániába igazolt, ahol előbb a Székelyudvarhelyi KC, azt követően pedig a Dinamo București játékosa lett. Utóbbi csapattal kétszer nyert bajnoki címet. 2019 nyarán Magyarországra szerződött, a Grundfos Tatabánya csapatához. 2020 nyarán távozott a klubtól és a román élvonalbeli Dobrogea Sud Constanța játékosa lett.

### A válogatottban
2017-ben mutatkozott be az orosz válogatottban, részt vett a 2019-es világbajnokságon.

## Sikerei, díjai
Dinamo București
- Román bajnok: 2018, 2019
- Román Szuperkupa-győztes: 2018

HBC Nantes
- EHF-kupa-döntős: 2016

Egyéni elismerései
- A román bajnokság All Star-csapatának tagja: 2018
- A román bajnokság legjobb balátlövője a Román Kézilabda-szövetség szavazásán:[7]